# شعب العلياني (العدين)

تعديل مصدري - تعديل

شعب العلياني محلة تابعة لقرية المعرضه العليا، التابعة لعزلة خباز بمديرية العدين إحدى مديريات محافظة إب في الجمهورية اليمنية.، بلغ تعداد سكانها 103 حسب تعداد اليمن لعام 2004.